# الهندسة العسكرية الرومانية
كانت الهندسة العسكرية للقوات المسلحة لروما القديمة متفوقة على غيرها من حيث الدرجة والقوة بشكل كبير على أي من معاصريها. في الواقع، كانت الهندسة العسكرية من نواحٍ عديدة مستوطنة مؤسسيًا في الثقافة العسكرية الرومانية، ويتضح ذلك من امتلاك كل جندي روماني من الفيالق لمجرفة كجزء من معداته، إلى جانب الغلاديوس (سيف) والبيلوم (حربة).
كان الفابري هم العمال أو الصناع أو الحرفيين في المجتمع الروماني، ويعتبرون وصفًا لهيكل الجيش الروماني المبكر (التشكيلة السلامية، وبدأت تشكيلة الفيالق عند غزو اليونان) المنسوب إلى الملك سيرفيوس توليوس، ويمثل وجود وحدتي جيش سنتوريا من الفابري تحت قيادة ضابط يلقب بريفكتوس فابروم.
اتخذت الهندسة العسكرية الرومانية أشكالًا روتينية وغير عادية في نفس الوقت، فالأولى كانت جزءًا فاعلًا من الإجراءات العسكرية القياسية، والأخيرة ذات طبيعة غير عادية أو رجعية.

## الهندسة العسكرية الاستباقية والروتينية

### المعسكر المحصن للفيلق الروماني
كان لكل فيلق روماني حصن عسكري يشكل قاعدة دائمة له. وعند المسير، لا سيما في أرض العدو، يقوم الفيلق بعد يوم واحد ببناء معسكر محصن أو كاسترا، حيث يتطلب المواد الخام فقط من الأرض والعشب والأخشاب. وكان بناء المعسكرات من مسؤولية الوحدات الهندسية الخاصة التي ينتمي إليها متخصصون من أنواع عديدة، يديرهم المعماريون (مهندسون)، من فئة من القوات تُعرف باسم الأميونس (المستثنون) منذ أن أعفوا من الواجبات العادية أو، حرفيًا، استثنوا منها. يطلب هؤلاء المهندسين العمل اليدوي من الجنود عمومًا حسب الحاجة. يمكن للفيلق أن يقيم معسكرًا تحت هجوم العدو في غضون ساعات قليلة. انطلاقًا من الأسماء، ربما استخدموا مرجعًا لخطط المعسكر من كتاب محدد، واختيار ما هو مناسب لطول الوقت الذي يقضيه الفيلق فيه: «معسكر من ثلاثة أيام»، «أربعة أيام»، إلخ.

### بناء الجسور
بنى المهندسون أيضًا الجسور من كل من الأخشاب والحجر اعتمادًا على مدة البقاء المطلوبة والوقت المتاح وما إلى ذلك. بعض الجسور الحجرية الرومانية باقية حتى يومنا هذا. وأصبح بناء الجسور الحجرية ممكنًا من خلال الاستخدام المبتكر لحجر العقد للسماح ببناء القوس. وكان جسر يوليوس قيصر فوق نهر الراين أحد أبرز الأمثلة على بناء الجسور العسكرية في الإمبراطورية الرومانية. جرى الانتهاء من بناء هذا الجسر خلال عشرة أيام فقط ويقدر بشكل متحفظ أنه كان بطول أكثر من 100 متر (300 قدم). وجرت هندسة البناء بشكل مبالغ فيه عن عمد من أجل الغرض المعلن لقيصر المتمثل في إثارة إعجاب القبائل الجرمانية، التي لم تمتلك خبرة كبيرة في الهندسة، والتأكيد على أن روما يمكنها العبور أينما شاءت. كان قيصر قادرًا على عبور الجسر المكتمل واستكشاف المنطقة دون اعتراض، قبل عودته عبر الجسر وتفكيكه. يروي قيصر في سجله الحرب الغالية أنه «أرسل رسلًا إلى قبيلة سيكامبريون للمطالبة باستسلام أولئك الذين حاربوا ضدي وضد بلاد الغال، وأجابوا أن نهر الراين هو حدود القوة الرومانية». فكان الجسر يهدف إلى إظهار خلاف ذلك.

### معدات الحصار الهندسية
على الرغم من أن معظم معدات الحصار الرومانية كانت تعديلات من تصميمات يونانية سابقة، إلا أن الرومان كانوا بارعين في هندستها بسرعة وكفاءة، فضلًا عن ابتكار أشكال مختلفة مثل العرادة. يصف المهندس العسكري فيتروفيو في القرن الأول قبل الميلاد بالتفصيل العديد من معدات الحصار الرومانية في مخطوطته دي أركيتيتورا.

### صنع الطريق
عند غزو أراضي العدو، غالبًا ما يقوم الجيش الروماني ببناء الطرق أثناء ذهابه، للسماح بالتعزيز السريع وإعادة الإمداد، بالإضافة إلى مسار للتراجع السهل إذا لزم الأمر. وكانت مهارات صنع الطرق الرومانية كفيلة ببقاء بعض الطرق الرومانية موجودة حتى يومنا هذا. يعيد مايكل غرانت الفضل في النصر في الحرب السامنية الثانية إلى البناء الروماني لطريق أبيا.